# 中村消防署
中村消防署（なかむらしょうぼうしょ）は、名古屋市中村区を管轄する名古屋市消防局の消防署。

## 沿革
- 1926年（大正15年）5月17日 - 愛知県中消防署中村出張所が設置される[2]。当初は消防官18名、自動車ポンプ2両の体制だった[2]。1台1万1000円したという自動車ポンプは中村遊廓による寄付で配備された[2]。
- 1939年（昭和14年）12月13日 - 名古屋市中村区米野町二橋において、愛知県中消防署中村出張所が愛知県中村消防署に昇格[1]。当初の管轄は中村区全域および西区の一部であった[3]。
- 1941年（昭和16年）8月 - 愛知県西消防署および愛知県中川消防署の設置により管轄が変更[3]。
- 1942年（昭和17年）7月1日 - 本署に救護隊を設置[1]。
- 1944年（昭和19年）
  - 2月11日 - 中村消防署から牧野消防署に改称[1]。同時に管轄が中村区全域に限られた[3]。
  - 9月 - 本署にあった救護隊を廃止[1]。
- 1945年（昭和20年）3月19日 - 本署が名古屋大空襲により焼失[1]。
- 1948年（昭和23年）3月7日 - 名古屋市消防局発足にあわせて、愛知県牧野消防署から名古屋市中村消防署に改称[1]。この時点で職員79名、消防車両9両の体制が整えられていた[4]。
- 1950年（昭和25年）
  - 3月31日 - 本署の再建が果たされる[5]。
  - 7月15日 - 本署の地番が中村区大宮町1丁目53番地と変更される[5]。
- 1962年（昭和37年）10月1日 - 本署に救護隊が設置される[5]。
- 1970年（昭和45年）8月27日 - 本署が改築される[5]。

## 出張所
| 出張所       | 住所               | 画像               | (★印は救急隊のある出張所) (◎印は救助隊のある出張所) | 沿革 |
| ------------ | ------------------ | ------------------ | --------------------------------------------------- | --- |
| 日比津出張所 | 中村区高道町5-2-18 |                    |                                                     | - 1942年（昭和17年）7月1日 - 中村区則武本通2丁目80番地に則武出張所を新設。 - 1973年（昭和48年）8月21日 - 則武出張所を中村区高道町5丁目2番18号に移転し、日比津出張所と名称を改める。 |
| 椿出張所     | 中村区則武2-1-21   |                    | ★                                                   | - 1942年（昭和17年）7月1日 - 中村区椿町2丁目に牧野出張所を新設。 - 1943年（昭和18年）8月6日 - 牧野出張所は椿出張所に改称。 - 1962年（昭和37年）7月17日 - 椿出張所が中村区則武町3丁目116番地に移転する。 - 1969年（昭和44年）10月15日 - 椿出張所に救急隊を設置。 - 1974年（昭和49年）8月11日 - 椿出張所が住居表示により、中村区則武二丁目1番21号となる。 |
| 岩塚出張所   | 中村区剣町158      | 画像をアップロード | ★◎                                                  | - 1969年（昭和44年）4月21日 - 中村区剣町158番地に岩塚出張所を設置。 |
| 那古野出張所 |                    |                    |                                                     | - 1939年（昭和14年）12月13日 - 中消防署那古野出張所が移管される。 - 1941年（昭和16年）8月11日 - 那古野出張所を西消防署に移管。 |
| 日置出張所   |                    |                    |                                                     | - 1939年（昭和14年）12月13日 - 中消防署日置出張所が移管される。 - 1944年（昭和19年）2月11日 - 日置出張所を常磐消防署に移管。 |
| 西出張所     | 西区康生通2丁目    |                    |                                                     | - 1940年（昭和15年）8月1日 - 西出張所を西区康生通2丁目に設置。 - 1941年（昭和16年）8月11日 - 西出張所を西消防署に移管。 |